# هانا مارکلوند
هانا مارکلوند (انگلیسی: Hanna Marklund؛ زادهٔ ۲۶ نوامبر ۱۹۷۷) بازیکن فوتبال اهل سوئد است.
از باشگاه‌هایی که در آن بازی کرده‌است می‌توان به اومئا آی‌کی اشاره کرد.
وی همچنین در تیم ملی فوتبال زنان سوئد بازی کرده‌است.